# Gare d'Idegem
La gare d'Idegem (en néerlandais : station Idegem) est une gare ferroviaire belge de la ligne 90, de Denderleeuw à Jurbise, située à Idegem, section de la ville de Grammont, dans la province de Flandre-Orientale en Région flamande.
Elle est mise en service en 1855. C'est une halte voyageurs de la Société nationale des chemins de fer belges (SNCB) desservie par des trains Suburbains (S6) et d'Heure de pointe (P).

## Situation ferroviaire
Établie à 23 mètres d'altitude, la gare d'Idegem est située au point kilométrique (PK) 16,000 de la ligne 90, de Denderleeuw à Jurbise, entre les gares de Zandbergen et de Schendelbeke. 

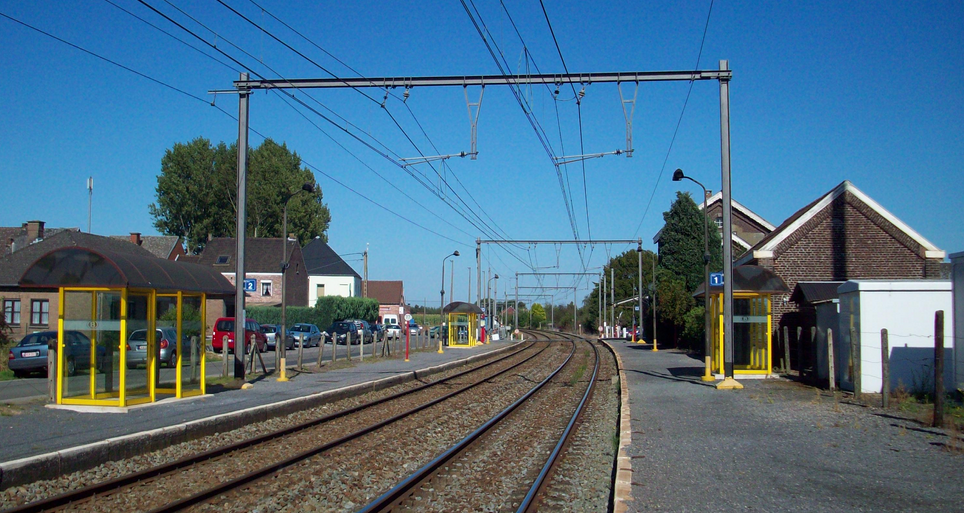
Intérieur de la halte (avant la rénovation des quais).

## Histoire
La station d'Idegem est mise en service le 1er décembre 1855 pour le compte de l’État belge par la Compagnie du chemin de fer de Dendre-et-Waes et de Bruxelles vers Gand par Alost.
Au bout de quelques décennies, le bâtiment d'origine, dessiné par Jean-Pierre Cluysenaar a été démoli au profit d'une gare de plan type 1895, plus vaste.
Le guichet de la gare a fermé en 2003. Le bâtiment a depuis été mis en vente.
Dans les années 2010, les quais ont été rénovés et surhaussés.

## Service des voyageurs

### Accueil
Halte SNCB, c'est un point d'arrêt non géré (PANG) à accès libre.
La traversée des voies et le passage d'un quai à l'autre s'effectuent par le passage à niveau routier.

### Desserte
Idegem est desservie par des trains Suburbains (S) et d'Heure de pointe (P) de la SNCB, qui effectuent des missions sur la ligne commerciale 90 : Mons - Denderleeuw (voir brochures SNCB,).
En semaine, la desserte est constituée de trains S6 circulant entre Denderleeuw et Schaerbeek, via Denderleeuw, Grammont et Hal, renforcés par :
- des trains P entre Grammont et Gand-Saint-Pierre via Denderleeuw (trois le matin, deux dans l’autre sens l’après-midi) ;
- des trains P ou S6 supplémentaires entre Grammont et Denderleeuw (cinq le matin, quatre dans l’autre sens l’après-midi) ;
- un train S6 supplémentaire entre Denderleeuw et Grammont (le matin, retour l’après-midi) ;
- un train P entre Grammont et Denderleeuw (vers midi).

Les week-ends et jours fériés, la desserte est limitée aux seuls trains S6 circulant entre Denderleeuw et Schaerbeek (via Grammont et Hal).

### Intermodalité
Un parc pour les vélos y est aménagé. Le stationnement des véhicules est possible à proximité.

## Comptage voyageurs
Ce graphique et tableau montre le nombre de voyageurs embarquant en moyenne durant la semaine, le samedi et le dimanche.
| Nombre de passagers qui embarquent à la gare d'Idegem | Nombre de passagers qui embarquent à la gare d'Idegem | Nombre de passagers qui embarquent à la gare d'Idegem | Nombre de passagers qui embarquent à la gare d'Idegem |
|                                                       | Semaine                                               | Samedi                                                | Dimanche                                              |
| ----------------------------------------------------- | ----------------------------------------------------- | ----------------------------------------------------- | ----------------------------------------------------- |
| 1977                                                  | 679                                                   | 102                                                   | 60                                                    |
| 1978                                                  | 735                                                   | 119                                                   | 50                                                    |
| 1979                                                  | 773                                                   | 91                                                    | 45                                                    |
| 1980                                                  | 597                                                   | 98                                                    | 47                                                    |
| 1981                                                  | 666                                                   | 75                                                    | 48                                                    |
| 1982                                                  | 628                                                   | 57                                                    | 58                                                    |
| 1983                                                  | 526                                                   | 60                                                    | 54                                                    |
| 1984                                                  | 538                                                   | 79                                                    | 59                                                    |
| 1985                                                  | 545                                                   | 86                                                    | 71                                                    |
| 1986                                                  | 470                                                   | 80                                                    | 49                                                    |
| 1987                                                  | 449                                                   | 81                                                    | 57                                                    |
| 1988                                                  | 436                                                   | 70                                                    | 52                                                    |
| 1989                                                  | 468                                                   | 50                                                    | 52                                                    |
| 1990                                                  | 377                                                   | 52                                                    | 44                                                    |
| 1991                                                  | 418                                                   | 61                                                    | 53                                                    |
| 1992                                                  | 416                                                   | 68                                                    | 64                                                    |
| 1993                                                  | 452                                                   | 68                                                    | 68                                                    |
| 1994                                                  | 445                                                   | 56                                                    | 76                                                    |
| 1995                                                  | 441                                                   | 74                                                    | 62                                                    |
| 1996                                                  | 468                                                   | 100                                                   | 52                                                    |
| 1997                                                  | 342                                                   | 57                                                    | 36                                                    |
| 1998                                                  | 259                                                   | 39                                                    | 30                                                    |
| 1999                                                  | 190                                                   | 38                                                    | 20                                                    |
| 2000                                                  | 225                                                   | 48                                                    | 22                                                    |
| 2001                                                  | 230                                                   | 36                                                    | 22                                                    |
| 2002                                                  | 232                                                   | 41                                                    | 24                                                    |
| 2003                                                  | 224                                                   | 46                                                    | 34                                                    |
| 2004                                                  | 233                                                   | 45                                                    | 32                                                    |
| 2005                                                  | 225                                                   | 50                                                    | 32                                                    |
| 2006                                                  | 223                                                   | 43                                                    | 29                                                    |
| 2007                                                  | 223                                                   | 42                                                    | 34                                                    |
| 2008                                                  | -                                                     | -                                                     | -                                                     |
| 2009                                                  | 179                                                   | 48                                                    | 49                                                    |
| 2010                                                  | -                                                     | -                                                     | -                                                     |
| 2011                                                  | -                                                     | -                                                     | -                                                     |
| 2012                                                  | 219                                                   | 48                                                    | 27                                                    |
| 2013                                                  | 210                                                   | 52                                                    | 32                                                    |
| 2014                                                  | 221                                                   | 22                                                    | 23                                                    |
| 2015                                                  | 195                                                   | 41                                                    | 36                                                    |
| 2016                                                  | 196                                                   | 37                                                    | 35                                                    |
| 2017                                                  | 188                                                   | 48                                                    | 37                                                    |
| 2018                                                  | 198                                                   | 37                                                    | 53                                                    |
| 2019                                                  | 199                                                   | 43                                                    | 34                                                    |
| 2020                                                  | 141                                                   | 42                                                    | 34                                                    |
| 2021                                                  | -                                                     | -                                                     | -                                                     |
| 2022                                                  | 264                                                   | 87                                                    | 70                                                    |
| 2023                                                  | 234                                                   | 57                                                    | 54                                                    |
| 2024                                                  | 277                                                   | 93                                                    | 60                                                    |

## Galerie de photographies

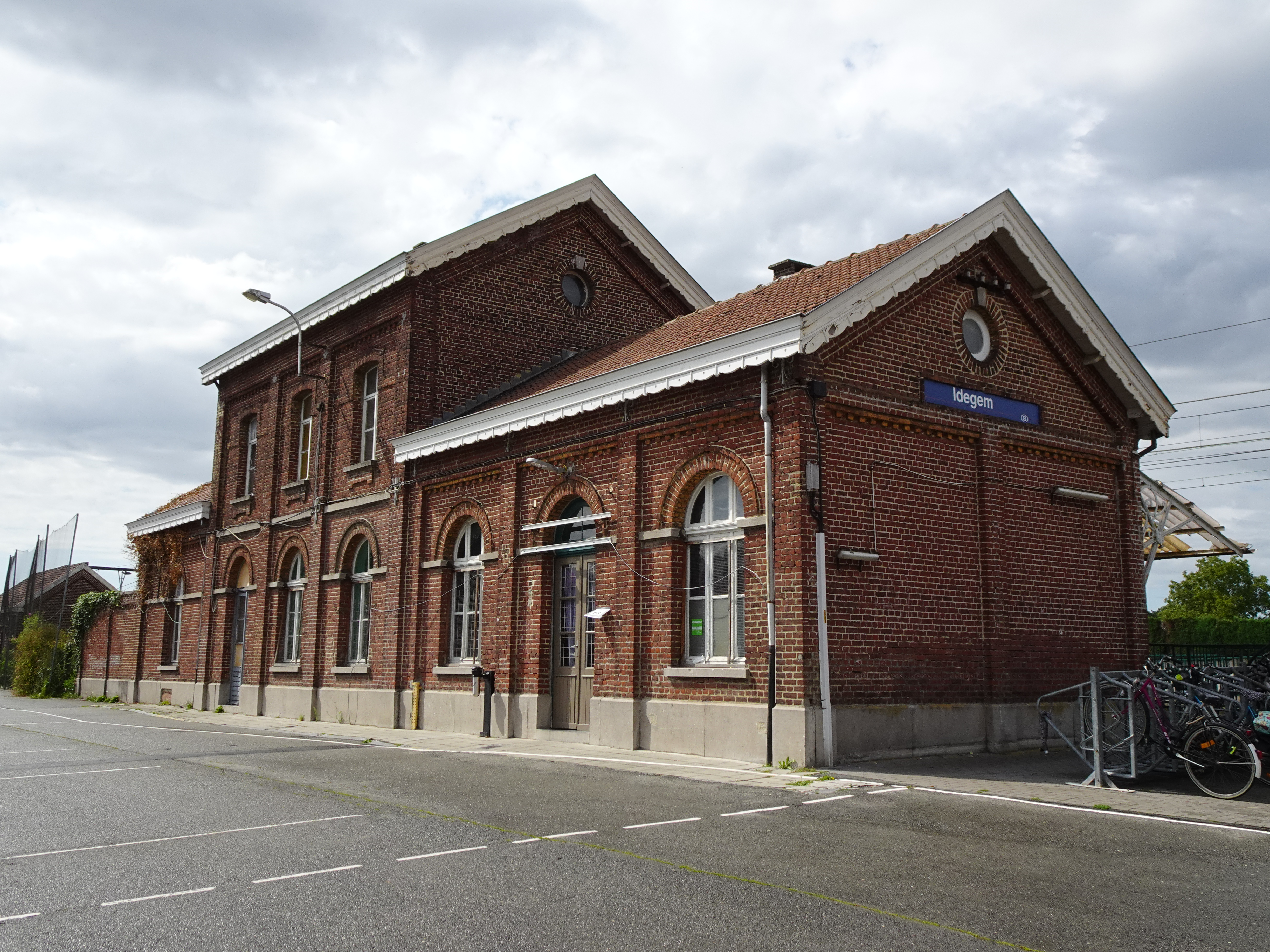
Ancien bâtiment des recettes.
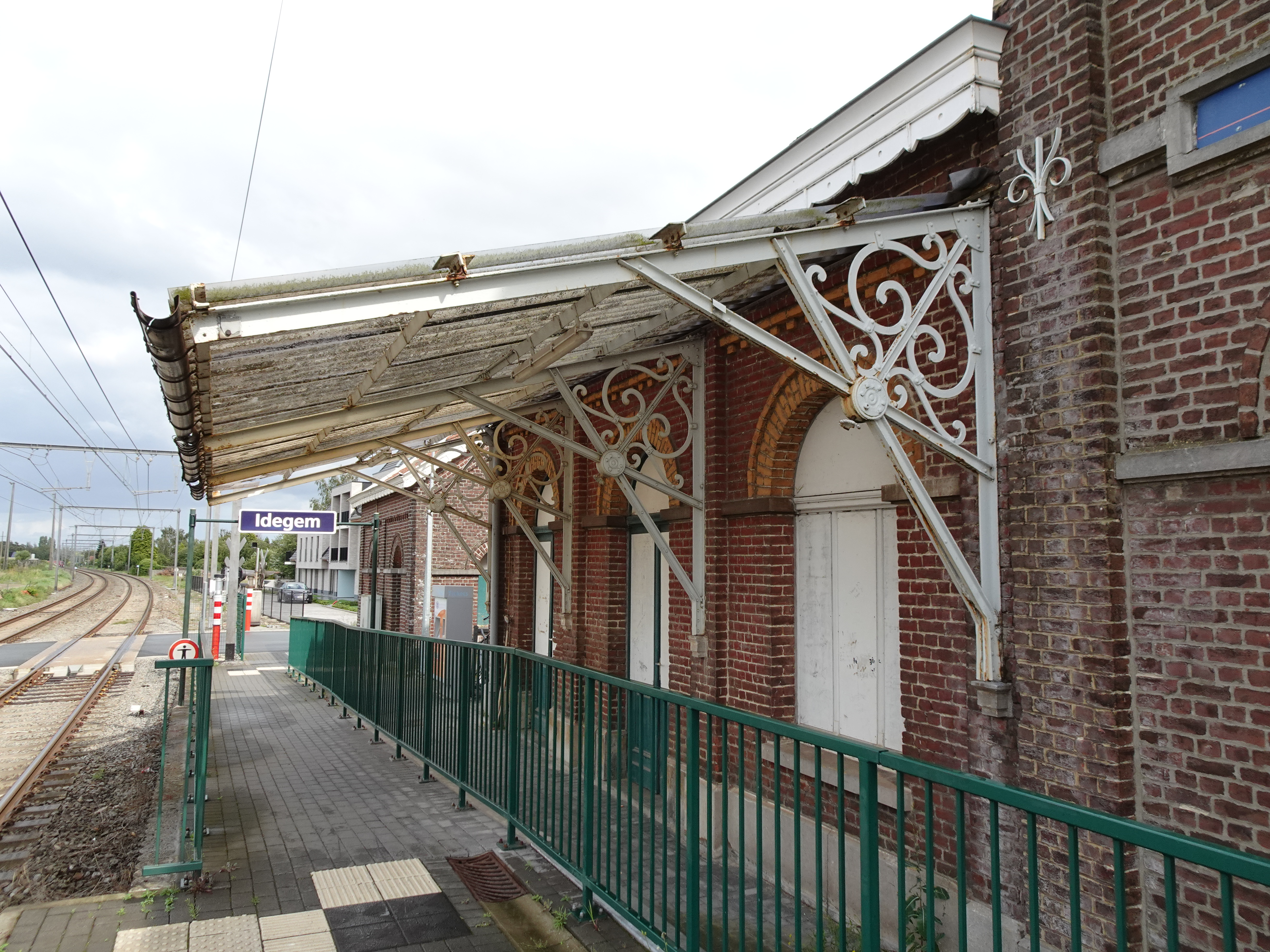
Marquise de quai.
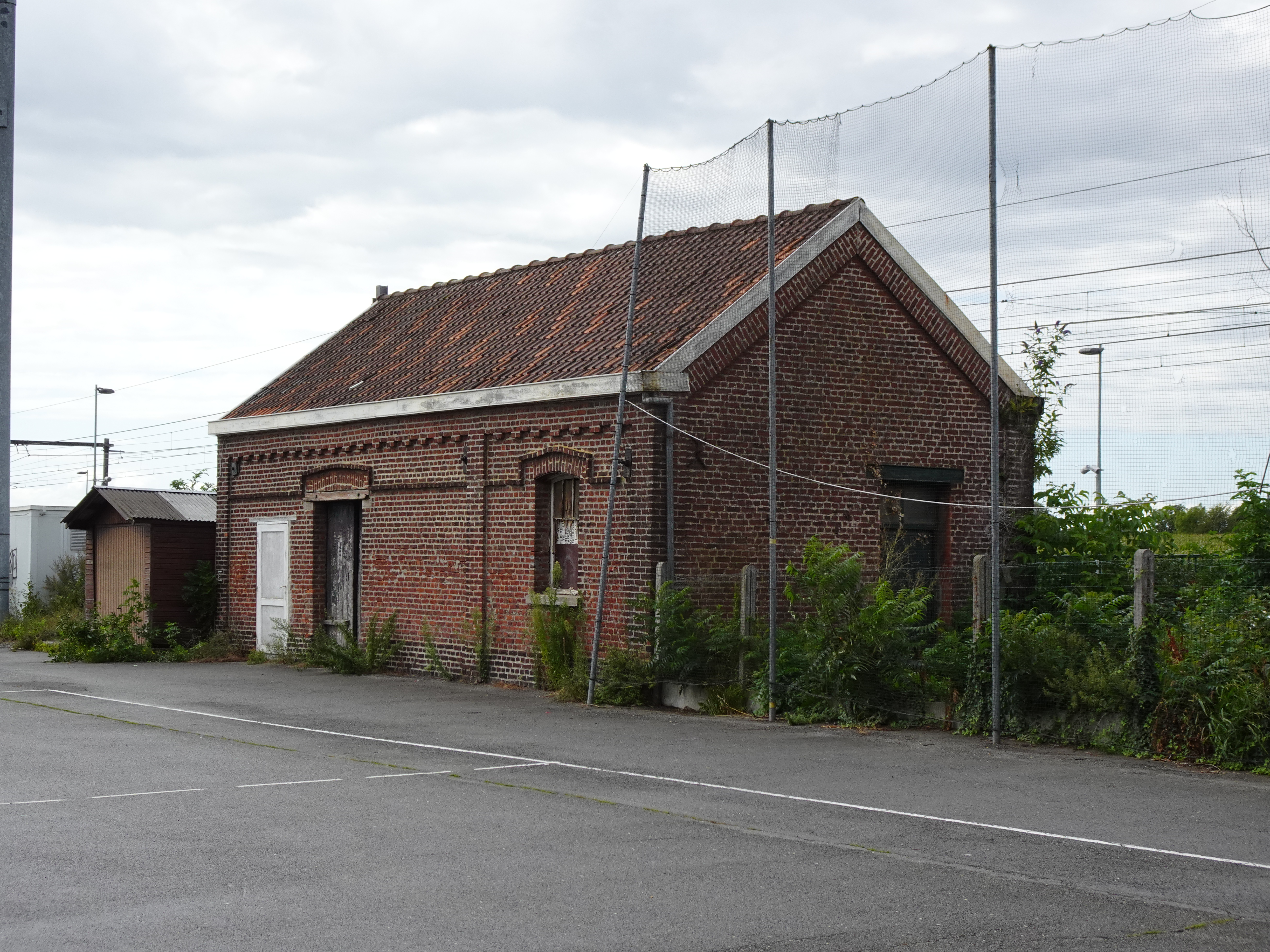
Halle à marchandises.
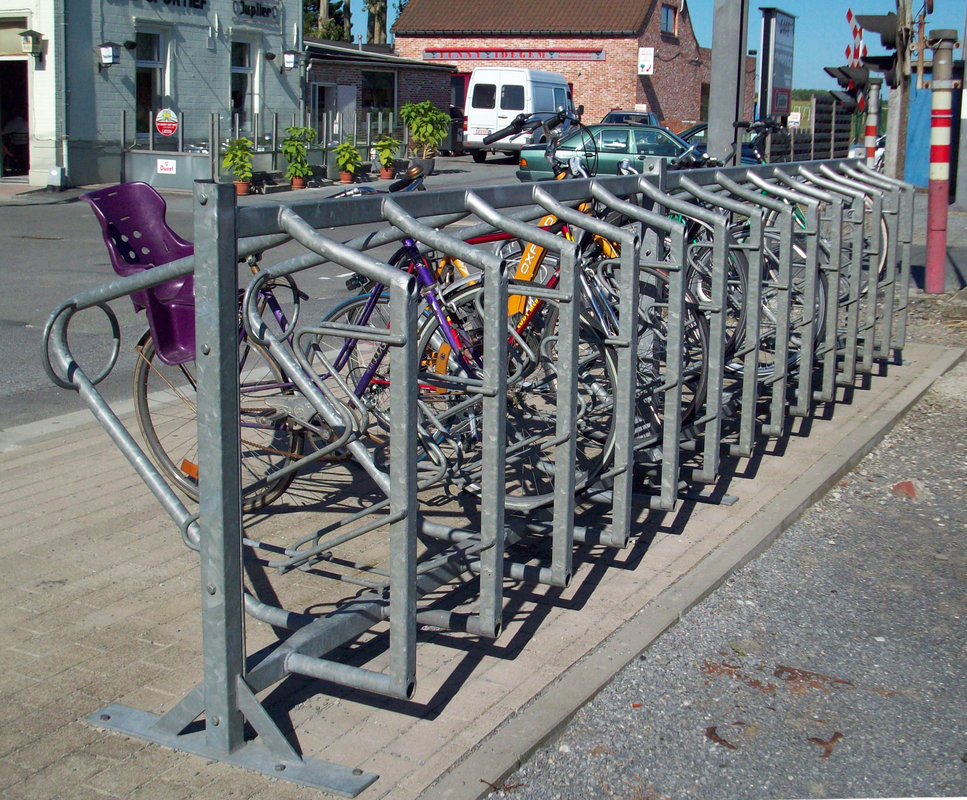
Parc à vélos.
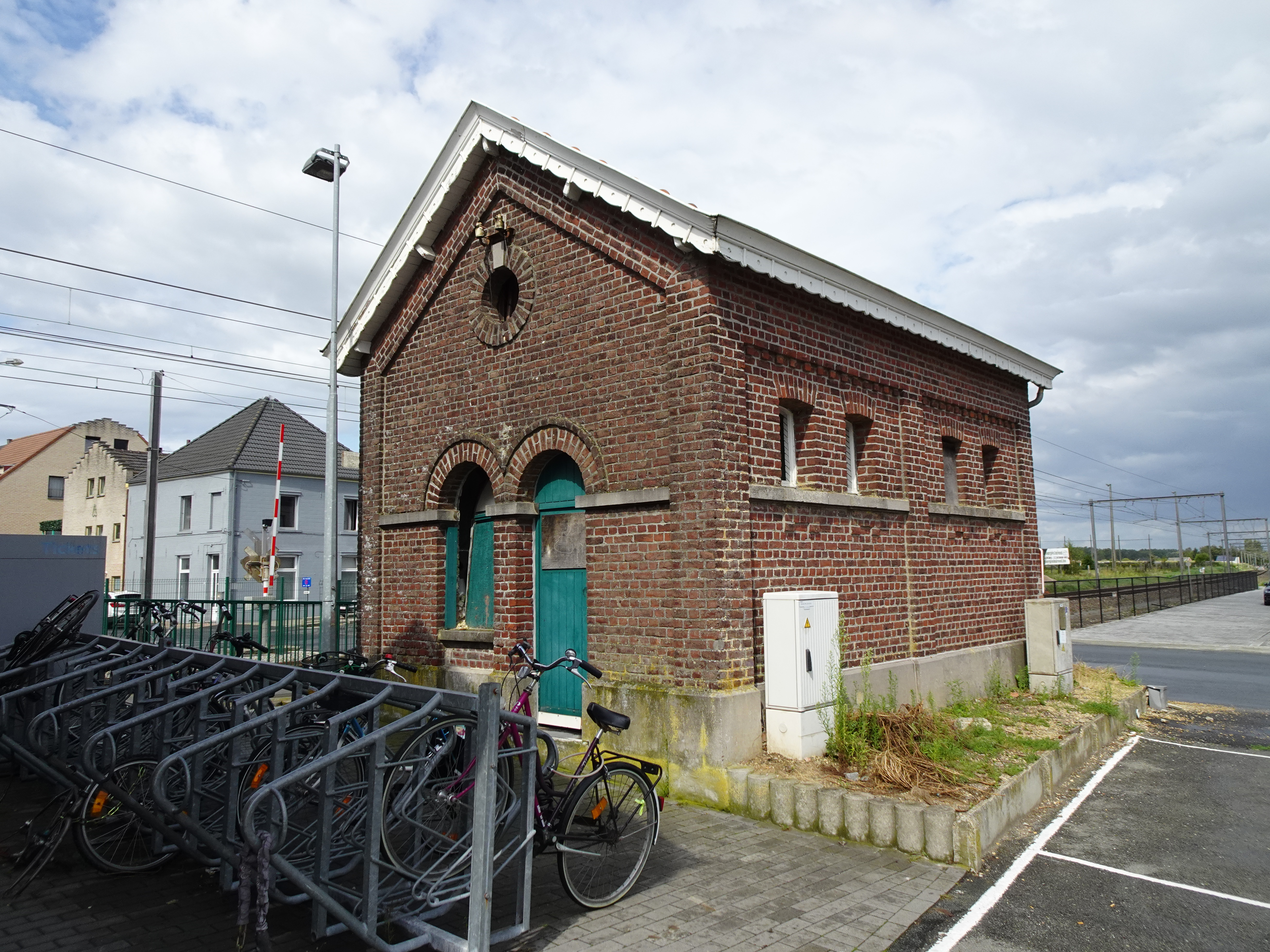
Ancien bâtiment des toilettes.